# Liste der Länderspiele der bahrainischen Futsalnationalmannschaft
Die bahrainische Futsalnationalmannschaft nahm im Oktober 2002 erstmals an der Futsal-Asienmeisterschaft teil und schied nach vier Spielen in der Vorrunde aus. Seitdem spielt sie mit mittelmäßigen Erfolgen in den verschiedenen Futsal-Wettbewerben mit.
| Nr. | Datum      | Ergebnis | Gegner        | Austragungsort    | Anlass                                | Bemerkung                                                                     |
| --- | ---------- | -------- | ------------- | ----------------- | ------------------------------------- | ----------------------------------------------------------------------------- |
| 01  | 22.10.2002 | 5:5      | Südkorea      | Jakarta           | AFC Futsal Championship               | Erstes Länderspiel, 1. Länderspiel gegen Südkorea                             |
| 02  | 23.10.2002 | 4:12     | Thailand      | Jakarta           | AFC Futsal Championship               | 1. Länderspiel gegen Thailand                                                 |
| 03  | 25.10.2002 | 1:9      | Irak          | Jakarta           | AFC Futsal Championship               | 1. Länderspiel gegen den Irak                                                 |
| 04  | 26.10.2002 | 8:3      | Brunei        | Jakarta           | AFC Futsal Championship               | 1. Länderspiel gegen Brunei, Erster Länderspielsieg, Höchster Länderspielsieg |
| 05  | 01.09.2009 | 4:2      | Libanon       | Amman             | WAFF Futsal Cup                       | 1. Länderspiel gegen den Libanon                                              |
| 06  | 02.09.2009 | 5:14     | Jordanien     | Amman             | WAFF Futsal Cup                       | 1. Länderspiel gegen Jordanien, Höchste Länderspielniederlage                 |
| 07  | 04.09.2009 | 7:4      | Syrien        | Amman             | WAFF Futsal Cup                       | 1. Länderspiel gegen Syrien                                                   |
| 08  | 05.09.2009 | 3:4      | Irak          | Amman             | WAFF Futsal Cup                       |                                                                               |
| 09  | 13.10.2009 | 4:4      | Libanon       | Doha              | AFC Futsal Championship Qualifikation |                                                                               |
| 10  | 14.10.2009 | 3:4      | Katar         | Doha              | AFC Futsal Championship Qualifikation | 1. Länderspiel gegen Katar                                                    |
| 11  | 28.10.2009 | 3:6      | Jordanien     | Ho-Chi-Minh-Stadt | Vietnam 2009 Cup                      |                                                                               |
| 12  | 30.10.2009 | 4:4      | Vietnam       | Ho-Chi-Minh-Stadt | Vietnam 2009 Cup                      | 1. Länderspiel gegen Vietnam                                                  |
| 13  | 01.11.2009 | 3:6      | Malaysia      | Ho-Chi-Minh-Stadt | Vietnam 2009 Cup                      | 1. Länderspiel gegen Malaysia                                                 |
| 14  | 15.07.2011 | 1:1      | V.A.Emirate   | Manama            | Freundschaftsspiel                    | 1. Länderspiel gegen V.A.Emirate                                              |
| 15  | 16.07.2011 | 1:3      | V.A.Emirate   | Manama            | Freundschaftsspiel                    |                                                                               |
| 16  | 14.11.2011 | 1:4      | Saudi-Arabien | Dammam            | Freundschaftsspiel                    | 1. Länderspiel gegen Saudi-Arabien                                            |
| 17  | 16.11.2011 | 3:6      | Saudi-Arabien | Isa Town          | Freundschaftsspiel                    |                                                                               |
| 18  | 09.12.2011 | 2:2      | Irak          | Kuwait            | AFC Futsal Championship Qualifikation |                                                                               |
| 19  | 10.12.2011 | 1:5      | Libanon       | Kuwait            | AFC Futsal Championship Qualifikation |                                                                               |
| 20  | 11.12.2011 | 2:4      | V.A.Emirate   | Kuwait            | AFC Futsal Championship Qualifikation |                                                                               |
| 21  | 24.09.2013 | 6:4      | V.A.Emirate   | Doha              | Arabian Gulf Futsal Cup 2013          |                                                                               |
| 22  | 25.09.2013 | 5:8      | Kuwait        | Doha              | Arabian Gulf Futsal Cup 2013          | 1. Länderspiel gegen Kuwait                                                   |
| 23  | 28.09.2013 | 4:2      | Katar         | Doha              | Arabian Gulf Futsal Cup 2013          |                                                                               |
| 24  | 30.09.2013 | 3:6      | Saudi-Arabien | Doha              | Arabian Gulf Futsal Cup 2013          |                                                                               |
| 25  | 01.03.2015 | 0:2      | Marokko       | Madinat Isa       | Freundschaftsspiel                    | 1. Länderspiel gegen Marokko                                                  |
| 26  | 03.03.2015 | 2:4      | Marokko       | Madinat Isa       | Freundschaftsspiel                    |                                                                               |
| 27  | 10.03.2015 | 0:1      | V.A.Emirate   | Madinat Isa       | Arabian Gulf Futsal Cup 2015          |                                                                               |
| 28  | 11.03.2015 | 4:2      | Saudi-Arabien | Madinat Isa       | Arabian Gulf Futsal Cup 2015          |                                                                               |
| 29  | 12.03.2015 | 0:2      | Katar         | Madinat Isa       | Arabian Gulf Futsal Cup 2015          |                                                                               |
| 30  | 14.03.2015 | 1:6      | Kuwait        | Madinat Isa       | Arabian Gulf Futsal Cup 2015          |                                                                               |
| 31  | 15.03.2015 | 1:3      | Oman          | Madinat Isa       | Arabian Gulf Futsal Cup 2015          | 1. Länderspiel gegen den Oman                                                 |
| 32  | 25.09.2015 | 1:2      | Katar         | Bangkok           | Thailand Cup 2015                     |                                                                               |
| 33  | 26.09.2015 | 0:7      | Thailand      | Samut Sakhon      | Thailand Cup 2015                     |                                                                               |
| 34  | 01.10.2015 | 2:2      | Saudi-Arabien | Nilai             | AFC Futsal Championship Qualifikation |                                                                               |
| 35  | 02.10.2015 | 2:6      | Libanon       | Nilai             | AFC Futsal Championship Qualifikation |                                                                               |
| 36  | 03.10.2015 | 3:7      | Jordanien     | Nilai             | AFC Futsal Championship Qualifikation |                                                                               |